# Sandor-Petöfi-Denkmal

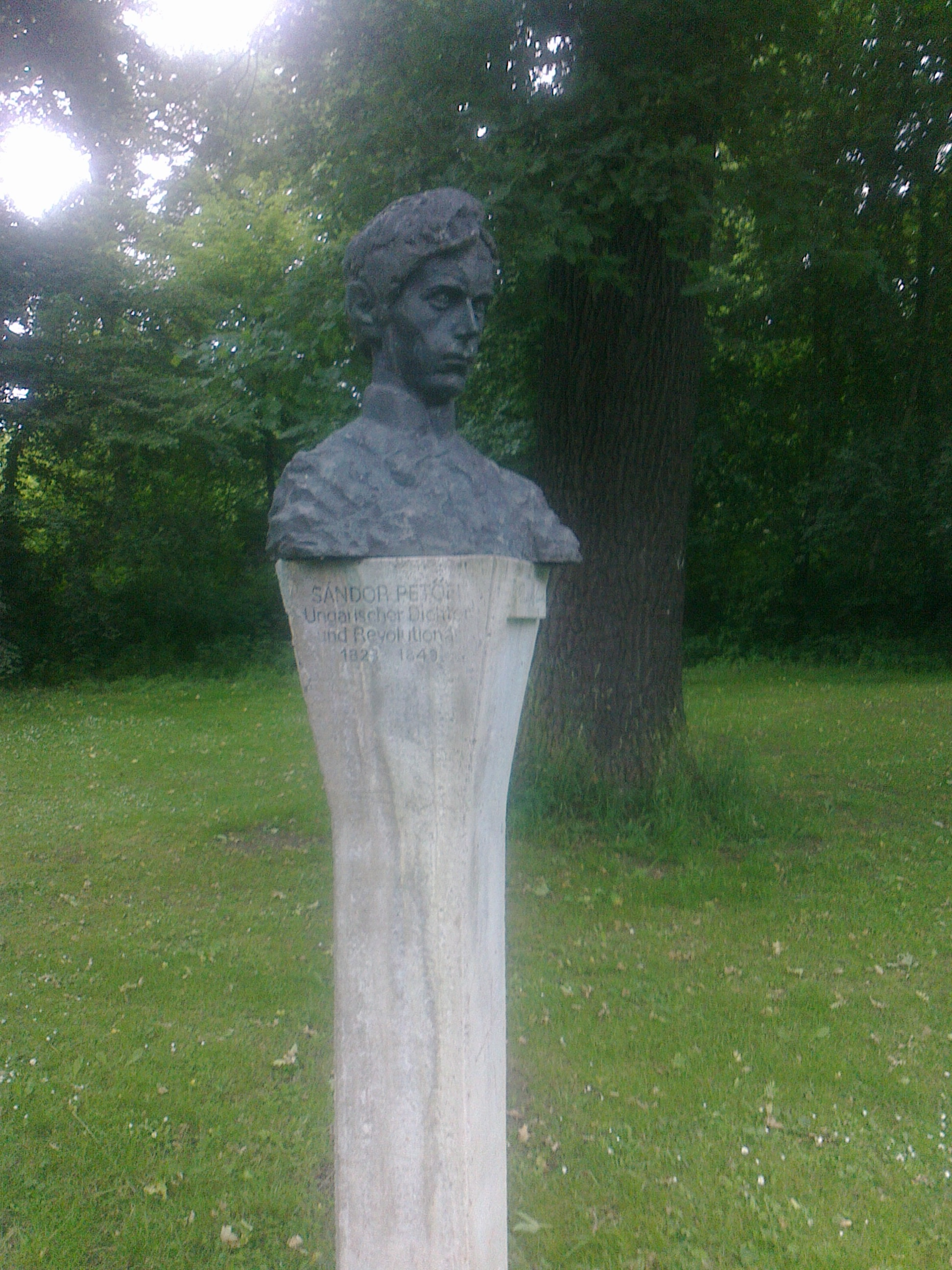
Sandor-Petöfi-Büste

Das Sandor-Petöfi-Denkmal ist eine Skulptur im Park an der Ilm in Weimar. Auf einem von P. Molnar gestalteten Betonsockel mit dem Schriftzug des ungarischen Dichters und Revolutionärs Sándor Petőfi steht dessen von Tamás Vigh geschaffene lebensgroße Bronzebüste.
Petöfi galt als großer Verehrer Goethes, hatte aber keinen weiteren Bezug zu Weimar. Das Denkmal war ein Geschenk des Petöfi-Irodalmi-Museums Budapest an die Stadt und sollte der Erinnerung an die ungarische Dichtkunst dienen. Die Einweihung des Denkmals fand am 26. März 1976 und geschah im Rahmen des neuen Kulturabkommens der DDR mit den ungarischen Partnern statt. Dadurch kam die Büste nach Weimar. Auf einer Fläche des Sockels steht: „Sandor Petöfi Ungarischer Dichter und Revolutionär 1823 1849“.  